# Tovačov
Tovačov là một thị trấn thuộc huyện Přerov, vùng Olomoucký, Cộng hòa Séc.